# Castello Rabati
| Castello Rabati                     | Castello Rabati                     |
| ----------------------------------- | ----------------------------------- |
| რაბათის ციხე                        |                                     |
|                                     |                                     |
| Posizione all'interno della Georgia |                                     |
| Nomi precedenti                     | Lomsia; Lomisa                      |
| Informazione Generale               |                                     |
| Posizione                           | Akhaltsikhe , Samtskhe-Javakheti    |
| Nazione                             | Georgia                             |
| Coordinate                          | 41 ° 38′33,6 "N 42 ° 58′37,4" E     |
| Elevazione                          | 1.000 m (3.281 piedi)               |
| Completato                          | IX secolo                           |
| Ristrutturato                       | 2012                                |
| Costo di ristrutturazione           | 26 mln ₾                            |
| Cliente                             | Guaram Mampali                      |
| Dettagli tecnici                    |                                     |
| Area del pavimento                  | 70.000 m 2 (750.000 piedi quadrati) |

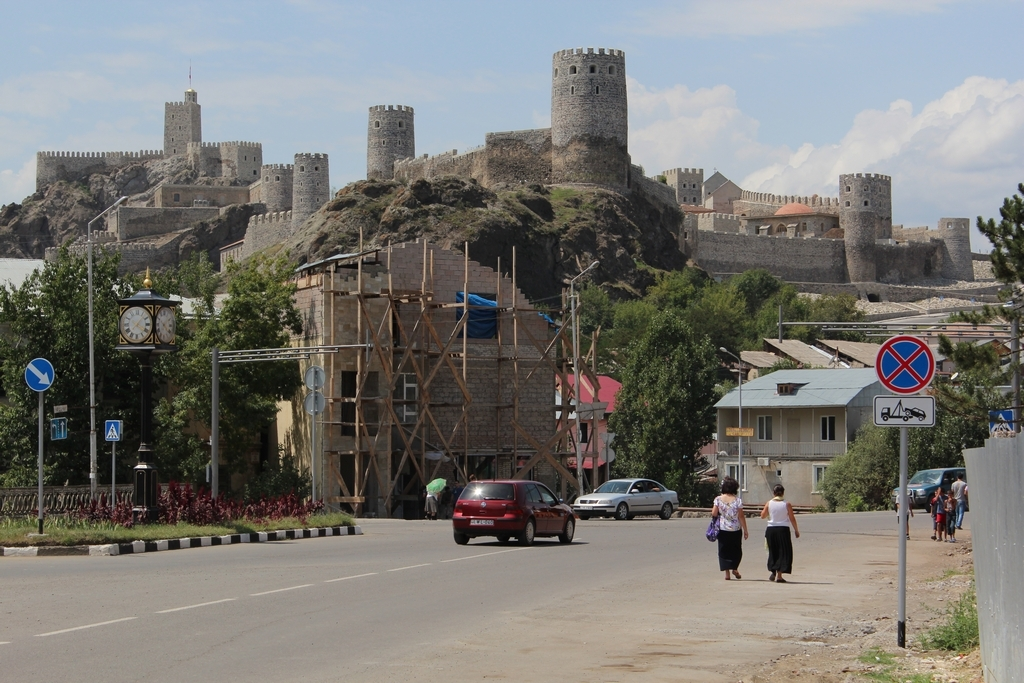
Castello Rabati

Il castello di Rabati (in georgiano რაბათის ციხე?) è una fortezza medievale costruita nel IX secolo con il nome di "Castello di Lomisa" nella città di Akhaltsikhe nel sud della Georgia  recentemente ricostruito a livello globale. La fortezza è una delle principali attrazioni della regione Samtskhe-Javakheti insieme a Vardzia.

## Nome
Il nome originale della fortezza nel IX secolo era Lomisa / Lomsia, che può essere tradotto dal georgiano come "Leone", alla fine del XII secolo, Lomisa acquisì il nuovo nome Akhal-tsikhe, che letteralmente si traduce come "Nuova fortezza", Il nome moderno "Rabati" è di origine ebraica / araba e significa qualsiasi luogo fortificato. Rabati era solitamente chiamato il quartiere commerciale della fortezza, in precedenza vivevano principalmente mercanti e artigiani ebrei nel quartiere di Rabat, tuttavia, il nome si è gradualmente attaccato a tutta la fortezza stessa.

## Storia
Secondo le Cronache georgiane la città fu fondata nel IX secolo da Guaram Mampal, figlio del re di Tao. Alla fine del XII secolo Lomisa si trasformò in una vera città con il nuovo nome Akhal-tsikhe (Nuova Fortezza), che oltre alla fortezza aveva un serio sistema di fortificazioni a livello di città: alte mura, porte d'ingresso sorvegliate e torri di guardia. Dal XIII alla fine del XIV secolo è stata la capitale di Samtskhe-Saatabago, governata dalla famiglia principesca georgiana (mtavari) e da una dinastia regnante del Principato di Samtskhe, la Casa di Jaqeli. 
Nel 1393 la città fu attaccata dagli eserciti di Tamerlano. Nonostante le invasioni turco-mongole, la fortezza resistette e continuò a prosperare. Dopo il Trattato di Costantinopoli del 1590, l'intero territorio di Samtskhe-Saatabago passò sotto il dominio dell'Impero Ottomano. Turchi principalmente utilizzati per costruire edifici difensivi. Nel 1752 fu costruita la prima moschea a Rabati.
Il metropolita John scrive alla fine del XVIII secolo che "nonostante il fatto che gran parte della popolazione sia stata islamizzata, c'è ancora una chiesa ortodossa funzionante". Dopo la firma del Trattato di Georgievsk tra il Regno di Kartli e l'Impero russo, è sorta la questione del destino di Akhaltsikhe. Il primo tentativo di prendere la fortezza nel 1810 fallì. Il principe Paskevich ha preso d'assalto con successo la fortezza 18 anni dopo, nella grande battaglia di Akhalzic. Dopo il trattato di Adrianopoli nel 1829, gli ottomani cedettero parte della regione di Akhaltiske. La fortezza e gli edifici adiacenti sono stati ampiamente ricostruiti e rinnovati nel 2011-2012 per attirare più turisti nella zona.

## Restauro
Nel maggio 2011 è iniziata la ricostruzione della fortezza Rabati, che è stata accompagnata dal restauro e dal completamento di molti edifici che sono stati distrutti in tempi immemorabili. A tal fine, il governo della Georgia ha stanziato 34 milioni di lari dal bilancio dello Stato. Nell'ambito del progetto, la moschea Akhmediye, il minareto della moschea, la madrasa, il castello Jakeli, i bagni, la cittadella, le mura della fortezza e la chiesa ortodossa sono stati aggiornati sul territorio della fortezza. Anche il tunnel che porta al fiume Potskhovi è stato restaurato. Nell'ambito del progetto, sono state riparate due strade principali della fortezza, è stata attrezzata una pavimentazione e sono state ripristinate le facciate e i tetti degli edifici.

## Panorama

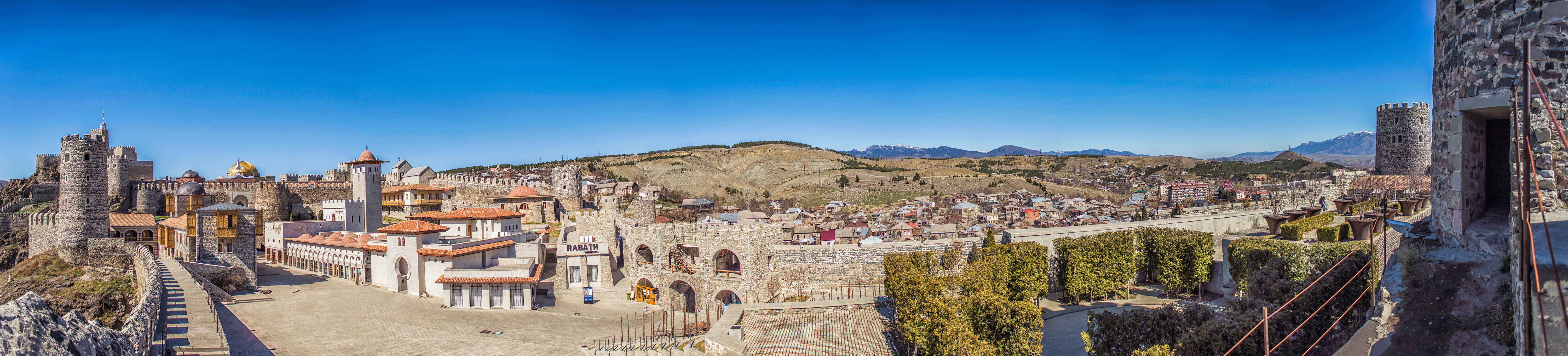
Castello Rabati